# テンプラニーリョ
テンプラニーリョまたはテンプラニージョ (スペイン語: Tempranillo)は、主にイベリア半島で栽培されている黒ブドウ品種。日本語では誤ってテンプラニーニョと表記されることもある。ウイ・ダ・リャブラ、センシベル、ティンタ・デル・パイスなど、地域によって呼称は様々である。
品種名はスペイン語の Temprano（「早生の」、「早熟な」）に由来し、スペインの大半の黒ブドウ品種よりも数週間早く熟す。フェニキア人の時代からイベリア半島で栽培されており、スペインでは「貴族のブドウ」と呼ばれることもある。

## 歴史

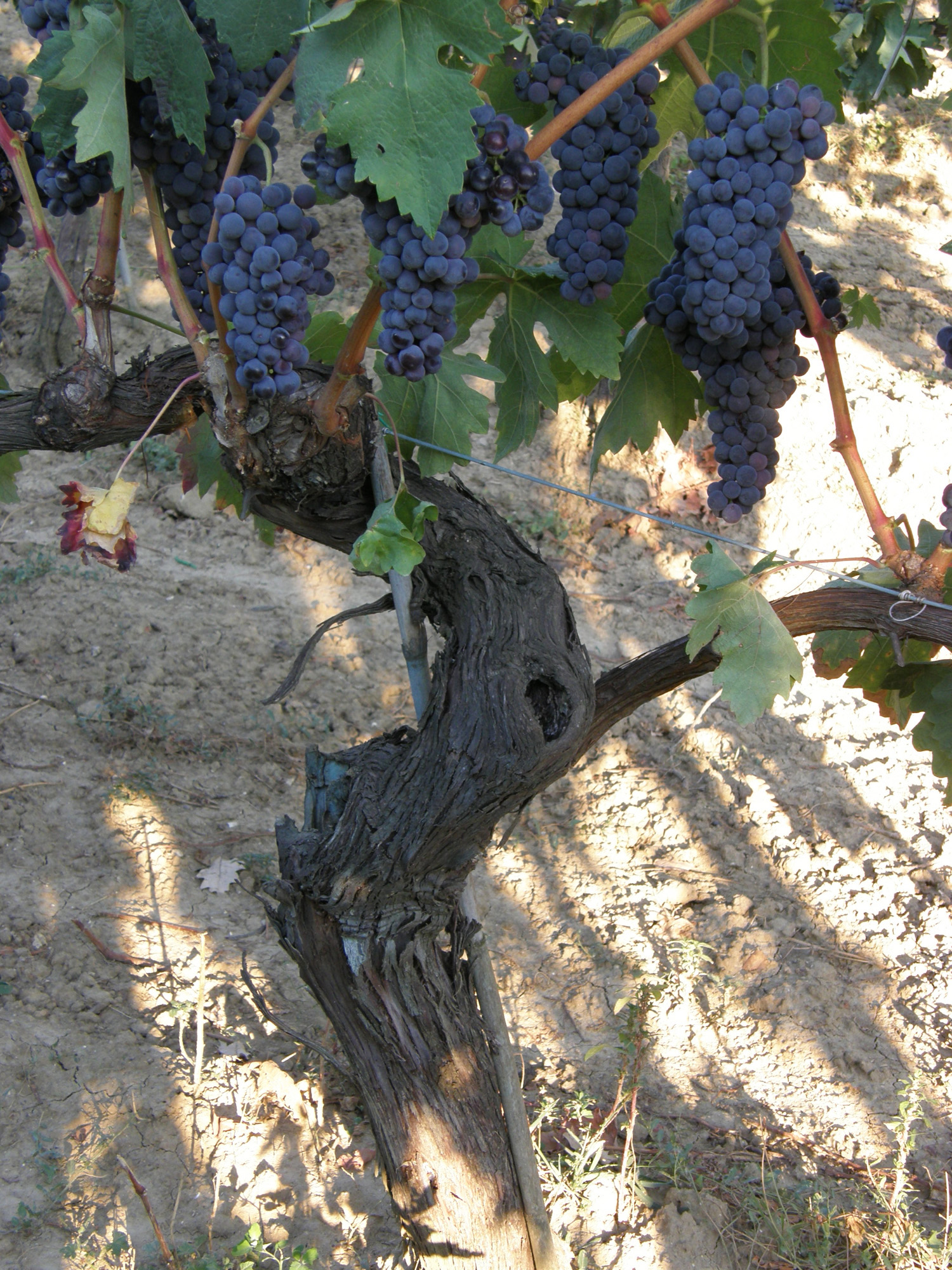
成熟したテンプラニーリョの果実

しばらくの間、テンプラニーリョはピノ・ノワール種と親戚関係にあるとされてきた。シトー会の修道士がサンティアゴ・デ・コンポステーラの巡礼路に沿った修道院にピノ・ノワール種の挿し木を残したとする伝承が残っている。しかしこの伝承の一方で、ブドウ品種学的研究ではこれらの品種間の遺伝的関係は示されていない。
今日生産されるほぼすべてのワイン用ブドウの種であるヨーロッパブドウのスペインでの栽培の歴史は、スペイン南部にあったフェニキア人の集落に遡る。古代ローマの著作家であるコルメラ（紀元後4年-70年頃）はワイン用ブドウがヒスパニア全土で栽培されているとし、テンプラニーリョという品種名にも所々で言及している。1972年にはバニョス・デ・バルデアラードスで、ローマ神話における「酒の神」バックスのモザイク画が発掘された。リベラ・デル・ドゥエロのワイン生産は2000年以上前に遡ることが、この66メートルにも及ぶモザイク画によって証明されている。
テンプラニーリョはスペイン人コンキスタドールによって、17世紀にアメリカ大陸に持ちこまれた可能性がある。アルゼンチンのクリオーリャ種の遺伝子を分析した結果、クリオーリャ種はテンプラニーリョと密接な遺伝的関係を持っていることが確かめられた。
見かけは脆弱であるが、テンプラニーリョは20世紀の間に広く拡散した。様々な試行錯誤を経て、世界中で栽培品種としての地位を確立した。1905年にはフレデリック・ビオレッティがアメリカ合衆国のカリフォルニア州にテンプラニーリョをもたらしたが、その後禁酒法時代が到来したことだけではなく、温暖で乾燥した気候を嫌うこの品種の特徴もあって、当地では冷やかな反応を受けた。その後、カリフォルニア州のブドウ畑はテンプラニーリョに適した山岳地帯に移り、半世紀以上も後の1980年代にテンプラニーリョによるワイン生産が開始された。この地域でのワイン生産量は1993年以降に倍増している。
1990年代以降にこの品種は世界的に飛躍を遂げ、一部のスペイン人生産者が、リオハ地方以外でも優れた特徴と品質を持ったワインを生産できることを示した。この結果、テンプラニーリョの単一品種醸造はより一般的になっており、特に、リベラ・デル・ドゥエロ、ナバーラ、ペネデス (DO)などの比較的涼しい地域により適している。1990年代を通じて、オーストラリアや南アフリカの生産者が広大なテンプラニーリョのブドウ畑でのワイン生産を開始した。

## 特徴

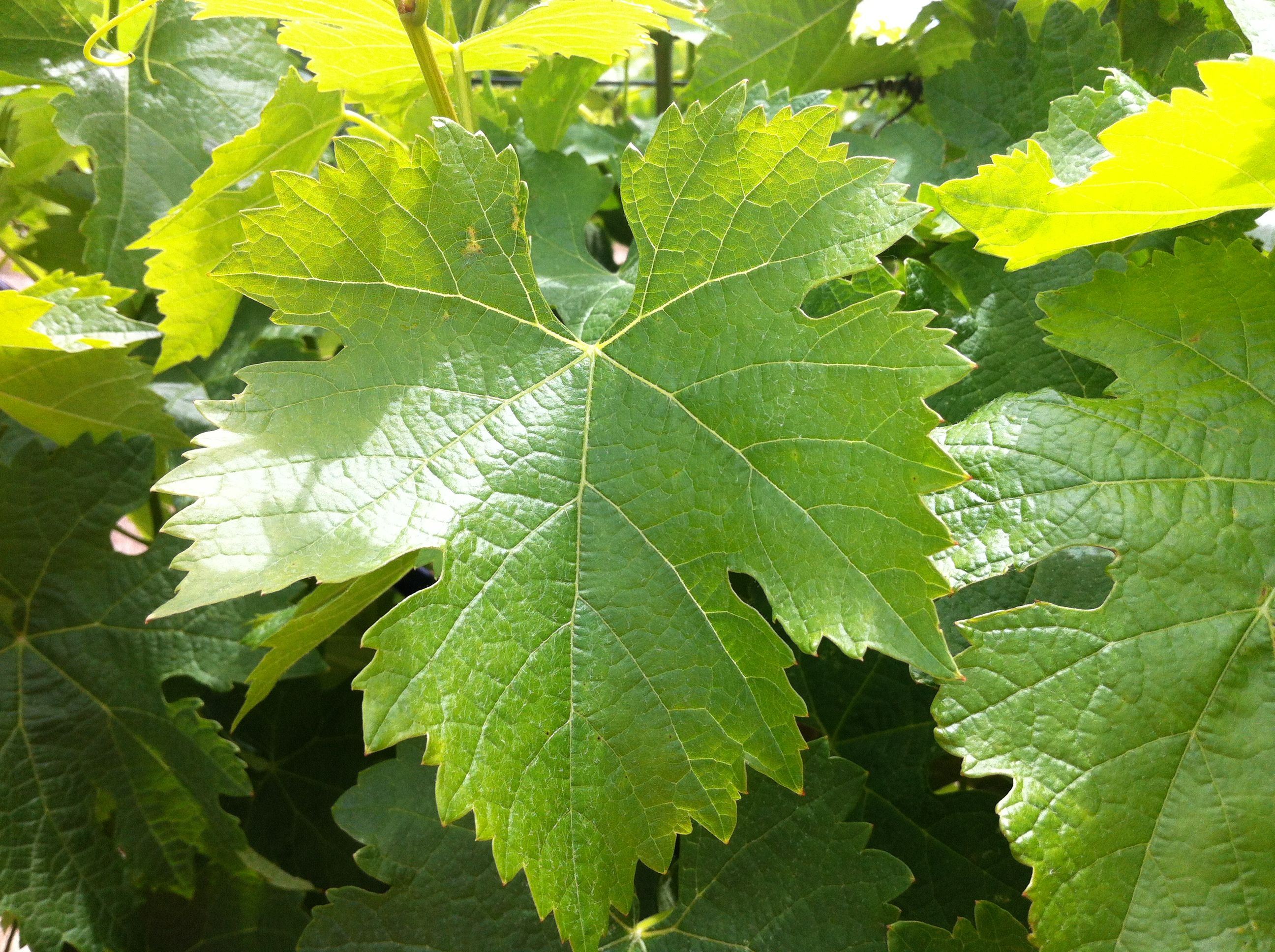
テンプラニーリョの葉

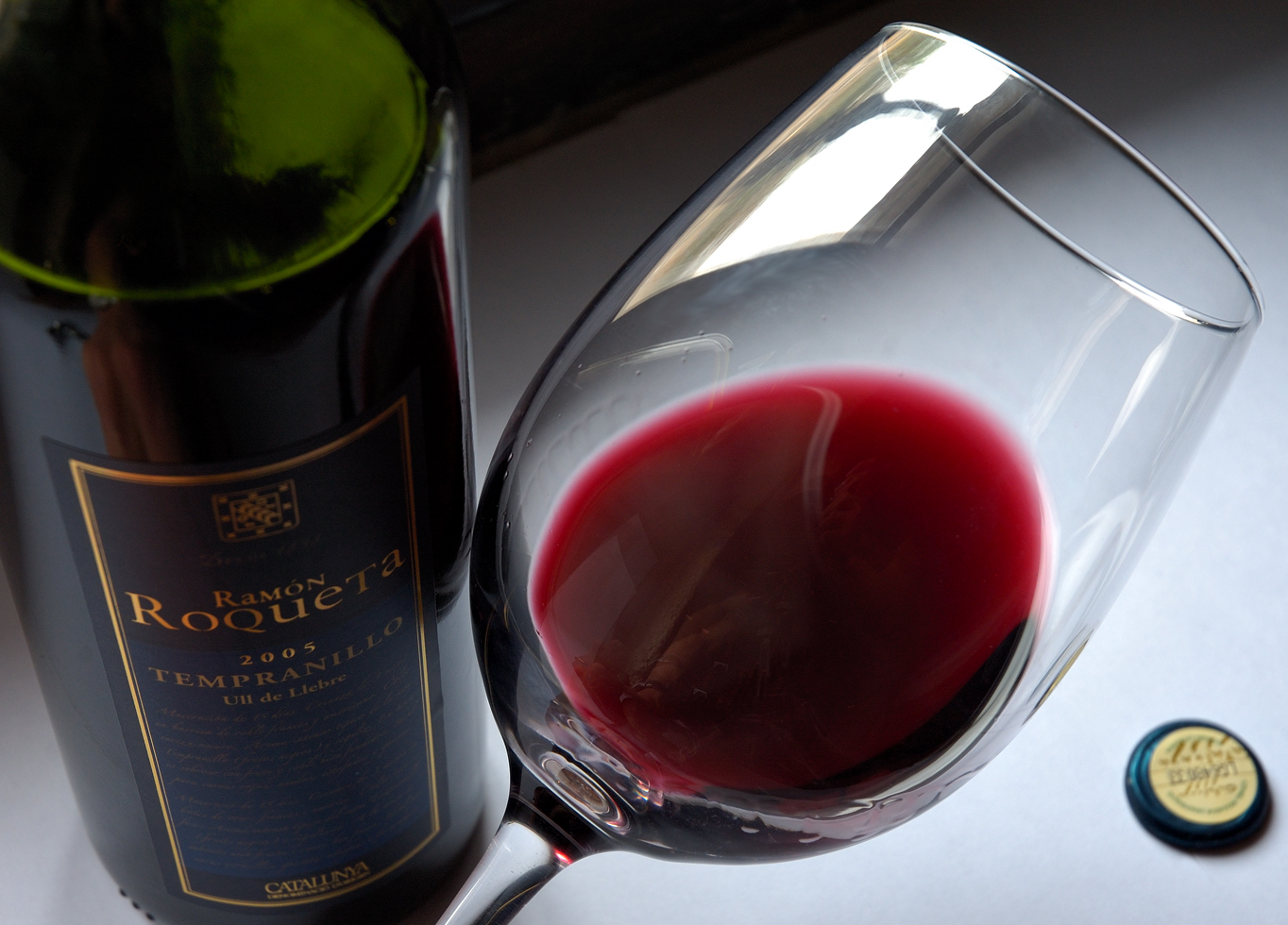
濃い紫色を持つテンプラニーリョのワイン

より香り高いカベルネ・ソーヴィニヨン種やピノ・ノワール種などの赤ワイン用品種とは異なり、テンプラニーリョは比較的控え目な性質を持ち、しばしばガルナッチャ種（グルナッシュ種）やカリニャン種（マスエロ種）などの他品種とのブレンドに使用されたり、樽の香りが容易にワインに移るために、オーク樽での長期間の熟成が行われる。
テンプラニーリョは一般的にプラムやイチゴの香りを持つとされる。香り高く繊細な味わいを持つ、長期熟成型のワインを生み出す。
テンプラニーリョは、スペインのリベラ・デル・ドゥエロ (DO)などに代表されるチョーク質の土壌でよく育つ傾向を持つ早生品種である。ポルトガルではティント・ロリスまたはアラゴネスなどとして知られ、ポート・ワインのブレンド用に使用される。

### ブドウ栽培
テンプラニーリョは厚い果皮を持つ黒ブドウである。比較的高温でもっともよく育ち、暑すぎる気候にも耐えることができる。ワイン評論家のオズ・クラークはテンプラニーリョの栽培について以下のように語っている。
テンプラニーリョが優雅さと酸度を得るためには、涼しい気候が必要である。しかし、ワインに深い色合いを与える厚い果皮や、高い糖度を得るためには、暖かい気候が必要である。高標高のリベラ・デル・ドゥエロでは、この二つの相反する条件が大陸性気候で調和される。
リベラ・デル・ドゥエロにおける7月の平均気温は摂氏21.4度であるが、標高の低い谷では日中の気温が摂氏40度に達することもある。夜間には気温が劇的に下がり、日中の高温から摂氏16度にまで落ち込む。テンプラニーリョはこのような湿潤大陸性気候に適応し生き残ることができる品種のひとつである。
テンプラニーリョは品種として害虫、病気に対してほとんど耐性を持っておらず、いずれも深刻な問題となる。実の房は細い円筒形の形状をしており、濃い青黒い実に無色の果肉を持つ。葉は5枚に分かれた掌状深裂型をしている。

### ワイン生産
テンプラニーリョのワインはルビー色であり、香りと味わいはベリー、プラム、タバコ、バニラ、レザー、ハーブなどが引き合いに出される。テンプラニーリョの90%はブレンド用に使用され、単一品種で瓶詰めされることは稀である。酸度と糖度がいずれも低いことから、グルナッシュ種（スペインでは一般的にガルナッチャ種）、カリニャン種（スペインでは一般的にマスエロ種）、グラシアーノ種、メルロー種、カベルネ・ソーヴィニヨン種などがブレンド相手となる。テンプラニーリョはリオハのブレンドワインの最重要品種であり、リベラ・デル・ドゥエロでも90-100%を占めている。オーストラリアでは、テンプラニーリョはグルナッシュ種やシラー種とブレンドされる。ポルトガルではティンタ・ロリスとして知られ、ポート・ワイン生産における主要な品種のひとつである。

## 栽培地域

テンプラニーリョの原産地とされ、テンプラニーリョを優先種としているスペインのリオハ地方

スペインのリオハ地方が原産地だとされており、スペインとポルトガルを代表する黒ブドウ品種である。イベリア半島の二か国以外には、フランス、メキシコ、ニュージーランド、アメリカ合衆国（カリフォルニア州・ワシントン州・テキサス州）、南アフリカ、オーストラリア、アルゼンチン、ウルグアイ、トルコ、カナダなどでも栽培されている。

### スペイン
テンプラニーリョはスペイン北部が原産地であり、スペイン北部からスペイン南部のラ・マンチャ (DO)まで広く栽培されている。二大栽培地域は北中部のリオハ (DO)と北西部のリベラ・デル・ドゥエロ (DO)である。北東部にあるカタルーニャ州のペネデス、北中部のナバーラ、中南部のカスティーリャ＝ラ・マンチャ州にあるバルデペーニャス (DO)などでも栽培されている。
スペインのいくつかの地域では、この品種はテンプラニーリョとは異なる名称で知られている。リベラ・デル・ドゥエロとその周辺部ではティンタ・デル・パイスとして知られ、トロ (DO)、カタルーニャ (DO)のウイ・ダ・リャブラやエストレマドゥーラ州のモリスカではティンタ・デ・トロとして知られている。また、センシベル、ティント・フィノと呼ぶ地域も存在する。

### ポルトガル
ポルトガルでは、アレンテージョ地方中央部とドウロ地方の2地域でこの品種からワインが生産されている。アレンテージョ地方中央部ではアラゴネスとして知られ、赤のテーブルワインのブレンド用に使用される。一方、ドウロ地方ではティンタ・ロリスとして知られ、主にポート・ワインのブレンド用に使用される。

### フランス
近年にはフランス南部のラングドック地方でもテンプラニーリョが栽培されている。

### 新世界
テンプラニーリョはバルデペーニャスという名前でアメリカ合衆国西部のカリフォルニア州に到着し、19世紀から20世紀への変わり目にセントラル・ヴァレーで栽培が試みられた。セントラル・ヴァレーの気候はブドウにとって理想的ではなかったため、テンプラニーリョは低価格ワインのブレンド用品種として使用された。カリフォルニア州では高級ワインにもテンプラニーリョが使用され始めている。
南部のテキサス州では、ハイ・プレーンズとテキサス・ヒル・カントリーの土壌がスペイン北部のそれと比較された。テキサス州でテンプラニーリョは好評であり、テキサス州を象徴するブドウ品種とみなされるまで成長した。
北西部のオレゴン州では、涼しく湿度が高いアンプクア・ヴァレーにあるアバセラ・ワイナリーのアール・ジョーンズがこの品種を導入し、また同じくスペイン原産のアルバリーニョ種なども導入している。この地域の、日中は暑いが夜間は涼しい夏季の気候がテンプラニーリョに最適であると思われる。北西部のワシントン州では、1993年に初の商用品種が植え付けられる際に、コロンビア川右岸のヤキマ・ヴァレー北西部にあるレッド・ウィロー・ヴィンヤードに植えられたのが最初期である。
南半球のオーストラリアでは、南オーストラリア州アデレード南郊のマクラーレン・ヴェールでテンプラニーリョが栽培されている。東南アジアのタイ王国でも一部の生産者がテンプラニーリョを導入している。この品種はラテンアメリカのアルゼンチン、チリ、メキシコなどでも広く栽培されている。

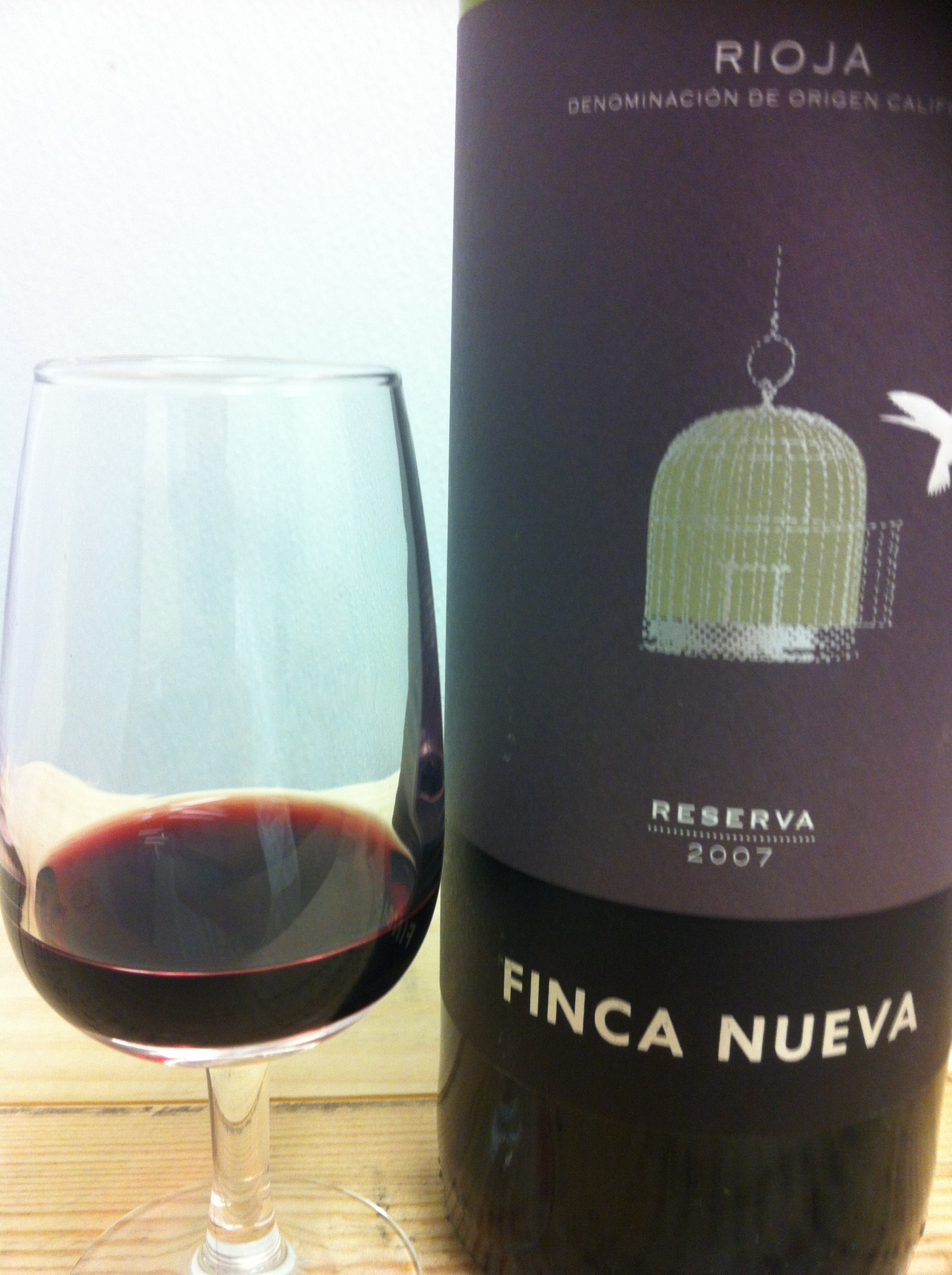
リオハのレセルバ
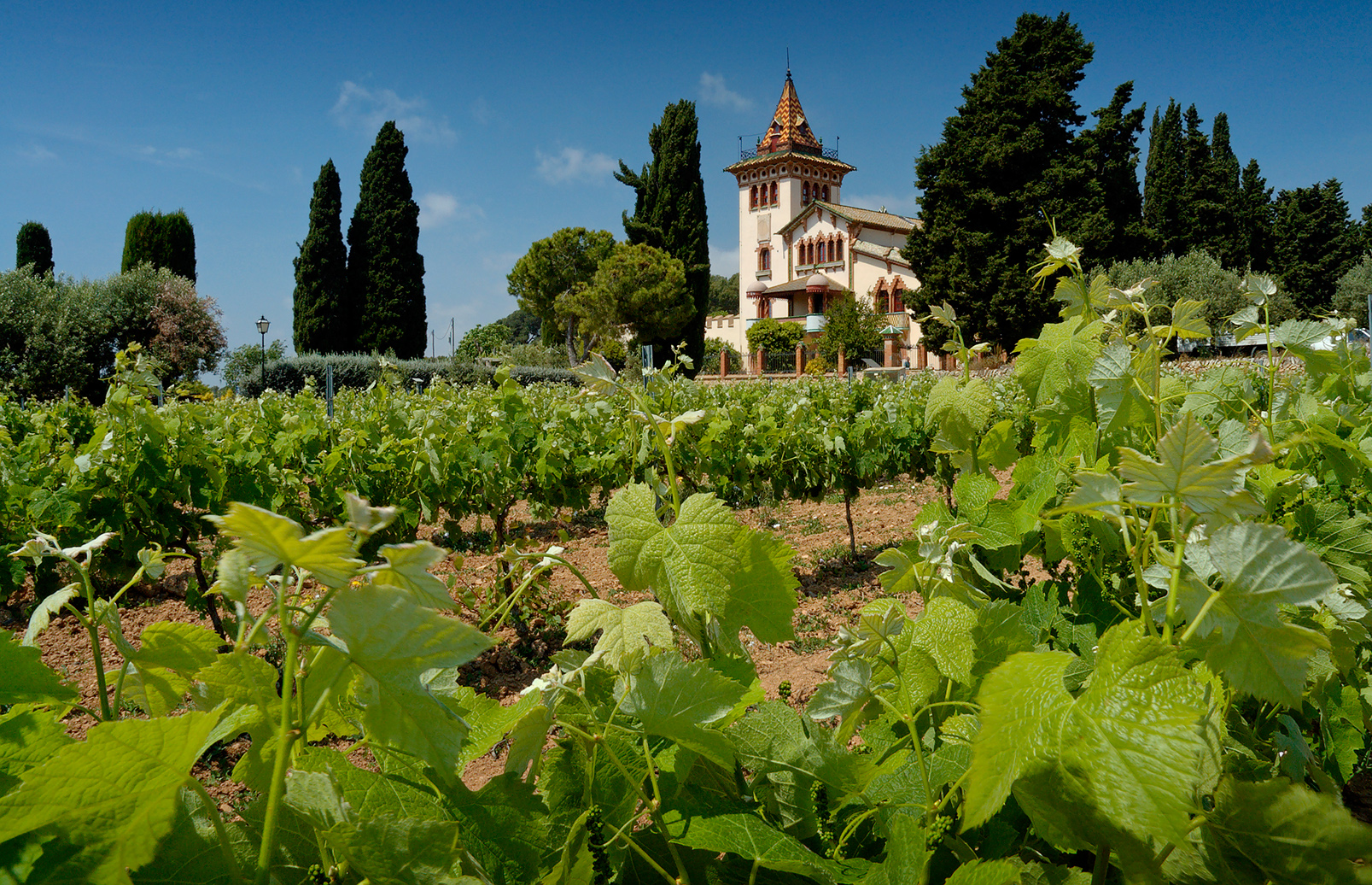
ペネデスで栽培されているテンプラニーリョ
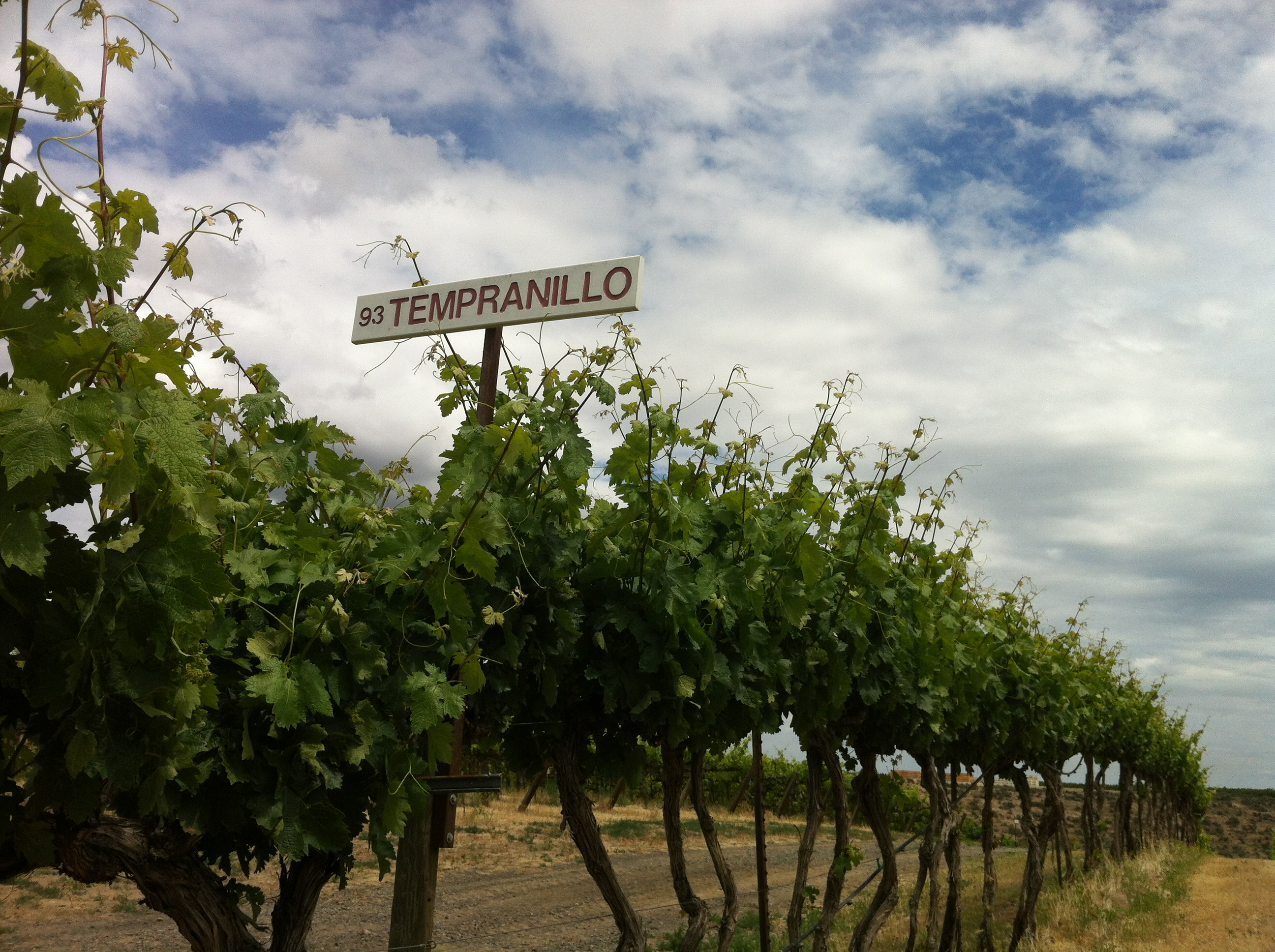
ワシントン州で栽培されているテンプラニーリョ

## 別名

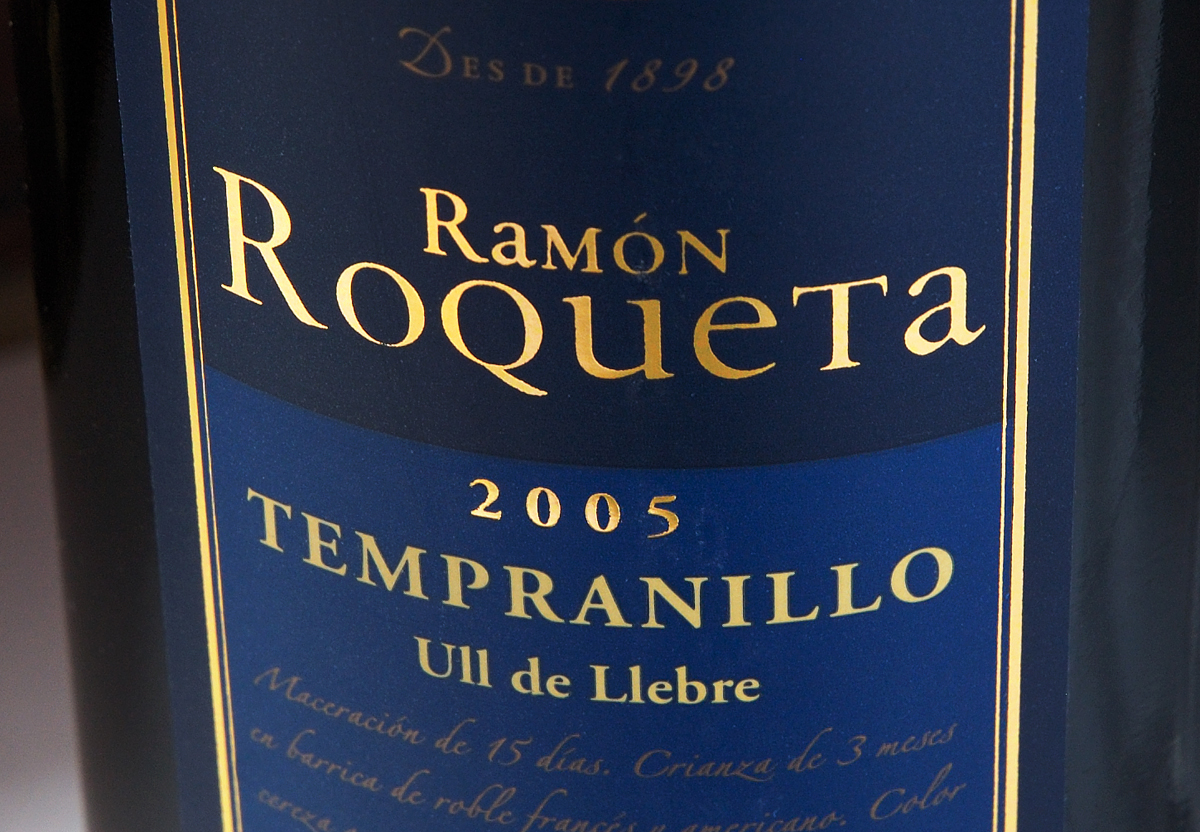
カタルーニャ地方での別名であるUll de Llebre（ウイ・ダ・リェブレ）と記載されたラベル

テンプラニーリョは特に多くの別名を持つ品種であり、以下のような別名がある。
アルビーリョ・ネグロ、アルデペーニャス、アラゴン、アラゴネス、アラゴネス51、アラゴネス・ダ・フェラ、アラゴネス・デ・エルバス、アルガンダ、アリント・ティント、センシベル、センシベラ、チンチリャーナ、チンチリャーノ、チンチルジャーノ、クパニ、デ・ポル・アカ、エスコベラ、ガルナッチョ・フォノ、グレナッチェ・デ・ログローニョ、ハシベラ、ハシビエラ、フアン・ガルシア、ネグラ・デ・メサ、ネグレット、オホ・デ・リエブレ、オルオ・デ・レブレ、ピヌエラ、テンプラニーリャ、テンプラニーリョ・デ・ラ・リオハ、テンプラニーリョ・デ・ペラルタ、テンプラニーリョ・デ・リオハ、テンプラニーリョ・デ・リオサ、テンプラニーリョ・リオハ、ティンタ・アラゴネス、ティンタ・コリエンテ、ティンタ・デ・マドリード、ティンタ・デ・サンティアゴ、ティンタ・デ・トロ、ティンタ・ド・イナシオ、ティンタ・ド・パイス、ティンタ・フィナ、ティンタ・マドリード、ティンタ・モンテイラ、ティンタ・モンテイロ、ティンタ・ロリス、ティンタ・サンティアゴ、ティンタ・アラゴン、ティンタ・アラゴネス、ティント・デ・ラ・リベラ、ティント・デ・マドリード、ティント・デ・リオハ、ティント・デ・トロ、ティント・デル・パイス、ティント・フィノ、ティント・マドリード、ティント・パイス、ティント・リビエラ、ティント・リオハーノ、ウイ・ダ・リエブラ、ウイ・ダ・リェブレ、バルデペーニャス、ベルディエイ、ビド・デ・アランダ